# Гозефельд
Гозефельд (нім. Goosefeld) — громада в Німеччині, розташована в землі Шлезвіг-Гольштейн. Входить до складу району Рендсбург-Екернферде. Складова частина об'єднання громад Шляй-Остзее.
Площа — 9,81 км2. Населення становить 731 ос. (станом на 31 грудня 2020).

## Галерея

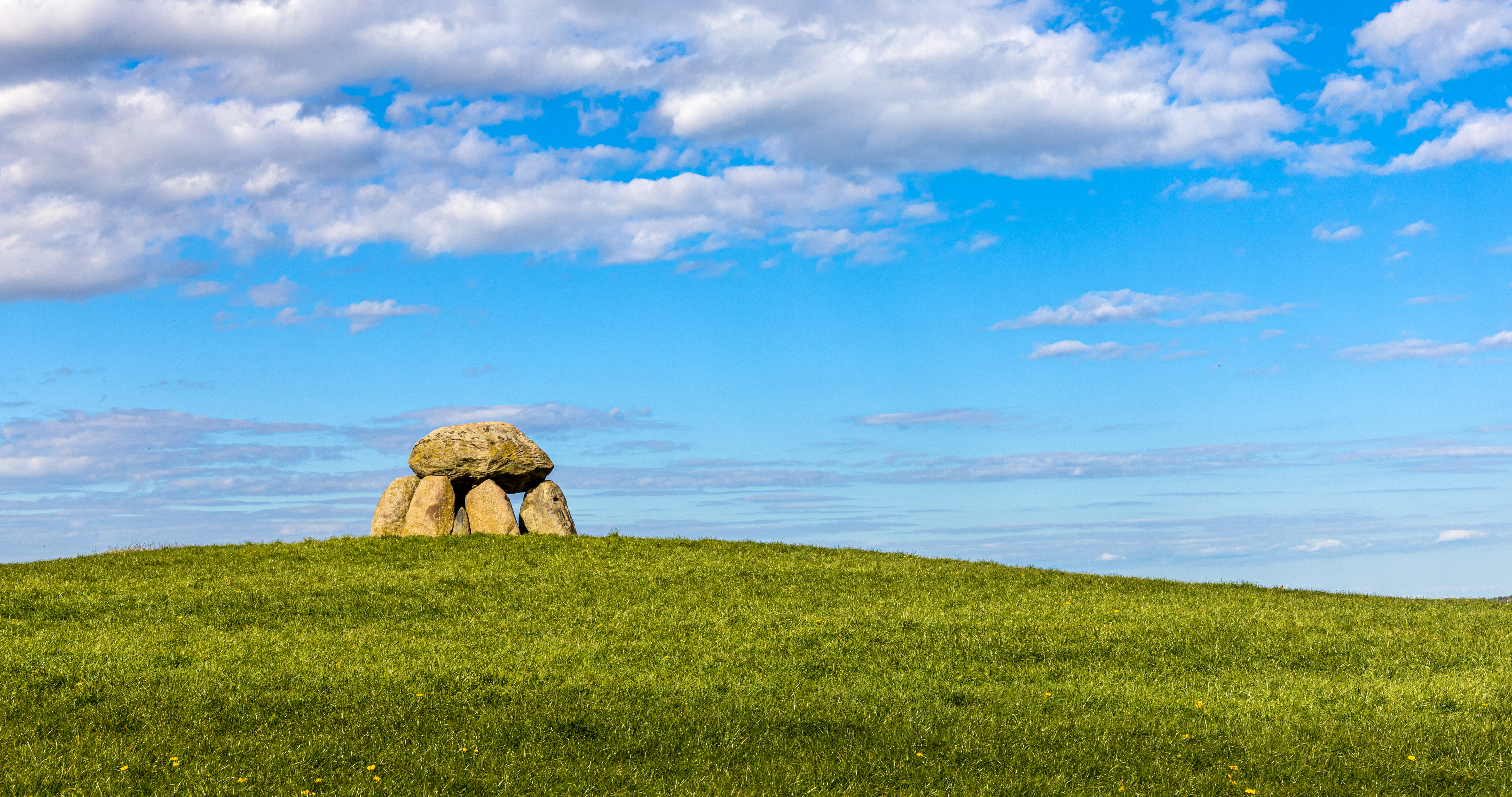
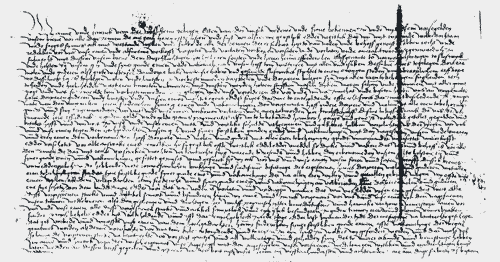
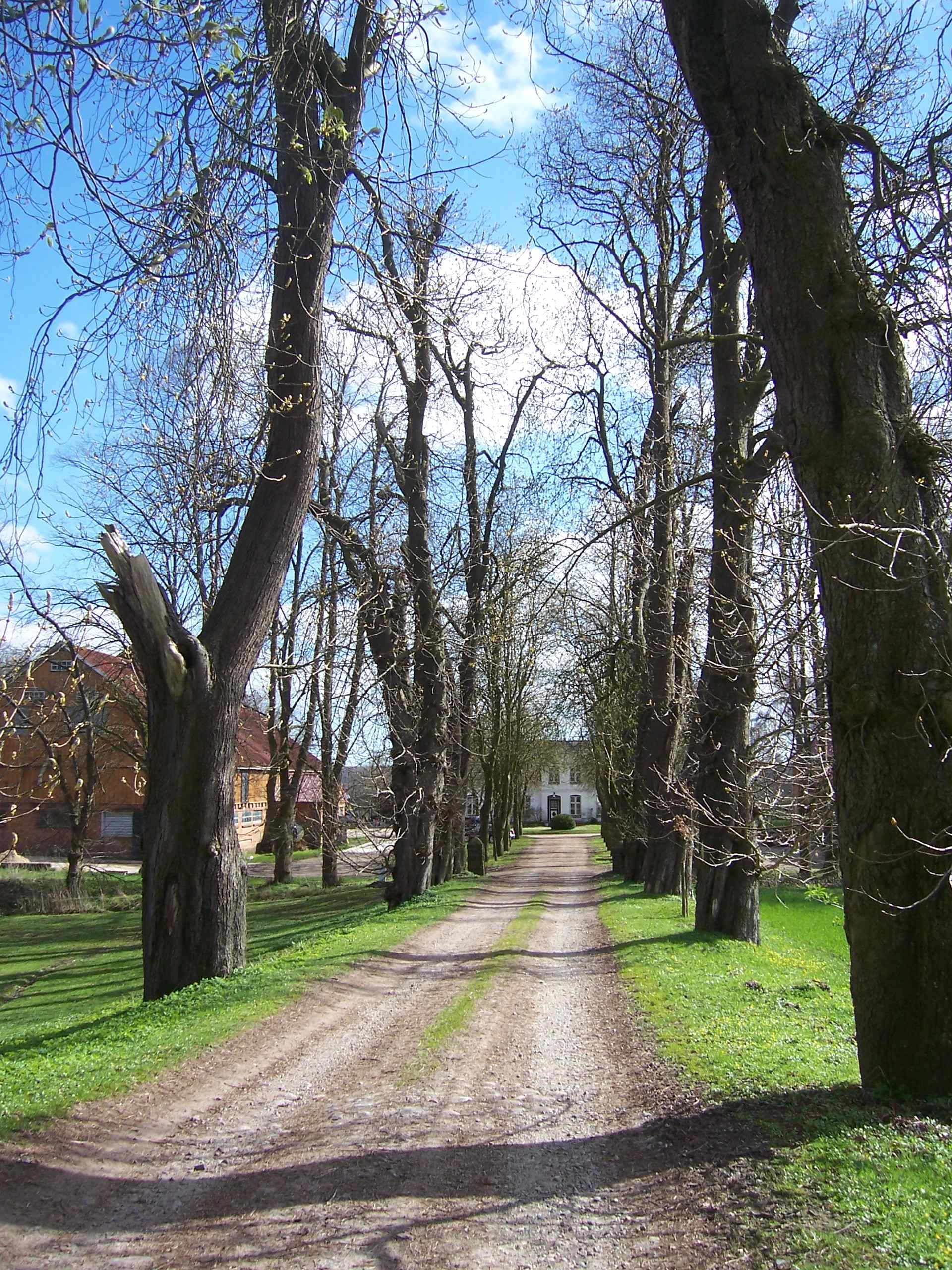